# Joy (Bastille)
Joy is een single van de Britse band Bastille, van hun vierde album Doom Days. Het nummer verscheen in mei 2019 als single. Het nummer stond in de hitlijsten in België (zowel Vlaanderen als Wallonië), Tsjechië, Ierland, Nederland, Schotland, het Verenigd Koninkrijk en de Verenigde Staten.

## Muziekvideo
Op 2 mei werd er een visualiser op YouTube geplaatst. Deze duurt 3 minuten en 13 seconden. Op 23 mei werd er een muziekvideo op YouTube geplaatst voor dit nummer, die volledig werd gefilmd met een mobiele telefoon. Dit duurt 3 minuten en 20 seconden. De hoofdrolspelers zijn BIM, Dan Smith en de andere bandleden. De officiële muziekvideo werd op 30 mei op YouTube geplaatst en bevat beelden van wat mensen doen wanneer er niemand kijkt. Deze duurt 3 minuten en 21 seconden.